# Aminou Bouba
Aminou Bouba  (n. Maroua, Camerún, 28 de enero de 1991) es un futbolista camerunés. Juega de defensa y actualmente milita en el Al-Khaleej FC de la Liga Profesional Saudí.

## Selección nacional
Ha sido internacional con la Selección de fútbol de Camerún en 4 ocasiones.

## Clubes
| Club              | País           | Año             |
| ----------------- | -------------- | --------------- |
| Cotonsport Garoua | Camerún        | 2012 - 2013     |
| Espérance ST      | Túnez          | 2014            |
| CS Constantine    | Argelia        | 2014            |
| Al-Khaleej FC     | Arabia Saudita | 2015 - Presente |

## Palmarés

### Campeonatos nacionales
| Título                | Club              | País    | Año  |
| --------------------- | ----------------- | ------- | ---- |
| MTN Elite One         | Cotonsport Garoua | Camerún | 2013 |
| Ligue Profesionelle 1 | Espérance ST      | Túnez   | 2014 |